# Сентрал-Сити (Колорадо)
Сентрал-Сити (англ. Central City) — город в США, административный центр (1861) округа Гилпин, также расположен в округе Клир-Крик штата Колорадо.

## Описание
Находится в северо-центральной части Колорадо. Расположен вдоль Северной развилки ручья Клир-Крик в Передовом хребте Скалистых гор, в 26 милях (42 км) к западу от Денвера. Исторический шахтёрский городок на скалистом склоне холма вдоль ущелья Грегори (высота 8560 футов [2609 метров]), он возник вскоре после того, как в 1859 году Джоном Х. Грегори там была обнаружена первая крупная золотая жила. Он стал известен как Сентрал-Сити, потому что его центральное расположение делало его местом встречи шахтёров региона и центром снабжения и почты для других шахтёрских лагерей. В дни своего бума в 1860-х годах он был известен как «самая богатая квадратная миля на земле»; его население достигало 15 000 человек, и в течение нескольких лет он соперничал с Денвером за звание крупнейшего города Колорадо. В 1874 году пожар уничтожил большую часть деревянных зданий в городе, включая его ветхие театральные домики. Четыре года спустя был построен прекрасный оперный театр из горного камня. Сентрал-Сити чах из-за падения добычи золота, и к 1930-м годам он был практически городом-призраком. Оперный театр Сентрал-Сити, который даже в период своего расцвета не имел финансового успеха, был отремонтирован в 1932 году, и был организован летний фестиваль, который продолжал привлекать лучших оперных и театральных исполнителей в XXI веке. Памяти прошлого Сентрал-Сити хранятся в реконструированной узкоколейной железной дороге (1867), Доме Теллера (1872), Историческом музее Гилпина (1870; двухэтажное бывшее здание школы) и других объектах. Благодаря ежегодному летнему фестивалю, проводимому в Оперном театре, Сентрал-Сити, пожалуй, самый известный из всех шахтёрских городов Колорадо. После легализации азартных игр с ограниченными ставками в Сентрал-Сити в 1991 году было построено множество казино, что кардинально изменило облик города и его достопримечательности. В соседнем Кварц-Хилл находится Глори-Хоул — огромная шахтёрская шахта (275 метров в длину и 90 метров в глубину). Инкорпорирован в 1864 году. Население: 515 (2000); 663 (2010).